# Melissa de Samos
Melisa de Samos fue una filósofa y matemática del siglo IV-III a. C., que formó parte de la Escuela pitagórica.

## Obra
No se sabe nada de su vida. Solo se la conoce por una carta escrita a otra mujer llamada Clareta (o Clearete). En el libro Historia de las mujeres filósofas de Gilles Ménage, recoge un breve resumen de una carta que Melissa envió a Clareta.
En dicha carta de estilo dórico griego, se le expone a Clareta que el lujo no es lo que define la belleza de una mujer, sino la honestidad, siendo innecesario agradar a su marido con ropas elegantes. La carta discute la necesidad de que una esposa sea modesta y virtuosa, y subraya que debe obedecer a su esposo.  Se afirma también, que el rostro de las mujeres honestas debe ser embellecido solo por el color rojo, puesto que es el que representa al pudor, ya que la belleza puede ser borrada por la enfermedad.

“Esto decía Diógenes el Cínico a un adolescente al que veía ruborizarse, según consta en el «Diógenes el Cínico» de Laercio. Pero también Sinesio, en su Discurso del reino, cuando trata del rubor expone lo siguiente: «El color que proviene de la penitencia de los actos promete a su vez alguna virtud». Y Pitias, hija de Aristóteles, preguntada sobre qué color era el más hermoso, respondió: «El que por vergüenza aparece en los ingenuos». Estobeo recoge esta cita en su Sermón sobre la vergüenza. Consultada a san Ambrosio, libro I, capítulo VI, de Sobre la virginidad”'.'

### Carta a Clareta
“Se vé claramente que la naturaleza se ha complacido en plantar en tu corazón el fusto de la virtud. En una tierna edad en que tus semejantes reducen todos sus cuidados al único objeto de su adorno, a ti te se da tan poco el tuyo que le sometes gustosísima a mis consejos; esto es darnos a entender con anticipación y desde la aurora de tu vida, que sabrás dedicar ésta a la prudencia y a la sabiduría.
Una mujer honrada y prudente debe buscar siempre para su adorno la modestia, huyendo de todo lujo. Procura manifestar en su traje la mayor limpieza, arreglándose a la más rigurosa decencia, y desprecia esos adornos superfluos inventados por el lujo, y desaprobados por la razón. Dejemos para las cortesanas esas ropas brillantes de púrpura, bordados con talco y oro: estos son los instrumentos de su infame oficio, y las redes con que cogen a sus amantes.
Una mujer que sólo quiere agradar á su esposo encuentra su adorno en su virtud y no en su tocador: no procura atraerse y cautivar los votos ofensivos de los extraños. El atractivo de su prudencia y de su modestia le presta muchos más encantos que los que pudiera sacar del oro y las esmeraldas: su colorete no es otro que el amable encarnado del pudor. Sus cuidados domésticos, su atención en complacer a su marido, su afabilidad, su dulzura, tales son los adornos que realzan su belleza.
Una mujer estimable mira como una ley sagrada la voluntad de su esposo. Ella le lleva en dote su prudencia y su sumisión; pues las virtudes y la hermosura del alma deben anteponerse a ciertas gracias que se marchitarán bien pronto, y a los regalos seductores y pasajeros de la fortuna. Una enfermedad borra la belleza de las facciones; pero la del alma sólo se acaba con la vida.

Este escrito de Melissa fue publicado entre las cartas de los pitagóricos. El contenido ha llevado a la sugerencia de que fue escrito con seudónimo por un hombre. Por otro lado, el autor de la carta no sugiere que una mujer sea naturalmente inferior o débil, o que necesite que la regla de un hombre sea virtuosa.
Por otro lado, Plutarco, en su libro “Vidas paralelas”, dentro de los capítulos pertenecientes al tomo II dedica uno a «Pericles» y en ese apartado, Plutarco recuerda a Meliso, filósofo de la Antigua Grecia, de quien dice que pertenece a la familia de Melisa.